# Америчка Девичанска Острва на Светском првенству у атлетици у дворани 2022.
Америчка Девичанска Острва су учествовала на 18. Светском првенству у атлетици у дворани 2022. одржаном у Београду од 18. до 20. марта. Репрезентацију Америчких Девичанских Острва на њиховом четрнаестом учествовању на светским првенствима у дворани, представљао је 1 такмичар који се такмичио у трци на 400 метара.,
На овом првенству представник Америчких Девичанских Острва није освојио ниједну медаљу али је остварио најбољи резултат у сезони.

## Учесници
Мушкарци:
- Malique Smith — 400 м

## Резултати

### Мушкарци
| Атлетичар     | Дисциплина | Лични рекорд | Квалификације | Квалификације | Полуфинале           | Полуфинале           | Финале               | Финале       | Детаљи |
| Атлетичар     | Дисциплина | Лични рекорд | Резултат      | Место         | Резултат             | Место                | Резултат             | Место        | Детаљи |
| ------------- | ---------- | ------------ | ------------- | ------------- | -------------------- | -------------------- | -------------------- | ------------ | ------ |
| Malique Smith | 400 м      | 48,31        | 51,98 ЛРС     | 5. у гр. 5    | Није се квалификовао | Није се квалификовао | Није се квалификовао | 24 / 24 (25) |        |